# Filip Paponja
Filip Paponja (Zagreb, 9. srpnja 2002.) hrvatski je profesionalni košarkaš, igra za Zadar. Igra na poziciji beka šutera. S hrvatskom kadetskom košarkaškom reprezentacijom (do 16) osvojio je zlatnu medalju na Europskom prvenstvu 2018. u Srbiji.